# ヴィネット・ロビンソン
ヴィネット・ロビンソン（英: Vinette Robinson, 1981年 - ）は、イギリスの女優である。

## 略歴
ウェスト・ヨークシャー出身である。出身地はブラッドフォードとする文献と、リーズとする文献がある。インテイク・ハイスクール（英: Intake High School、現リーズ・ウエスト・アカデミー）に通い、BTEC認定を受けた。当初は法廷弁護士志望だったものの、13歳の時にある詩祭でチャールズ・コーズリーの詩を読んだことがきっかけで、役者の道を選んだ。

## キャリア
ロビンソンは子役養成所に通い、17歳の時に『ザ・コップス』"The Cops" でTVデビューを果たした。この後、ソサエティ・オブ・ロンドン・シアターのローレンス・オリヴィエ奨学金を受けながら、ウェバー・ダグラス・アカデミー・オブ・ドラマティック・アートに3年間通っている。この頃のTV出演作は、『コールド・フィート』（英: Cold Feet、端役）、『ドクターズ』（英: Doctors、端役）、『ドクター・フー』 (en) （助演、アビー・ラーナー役）などである。彼女は2004年の映画『ヴェラ・ドレイク』で、端役のジャマイカ人少女として出演したが、彼女の演技を気に入ったマイク・リー監督は、後から彼女の役に背景設定を付けている。
2006年には、絶賛された『失楽園』の公演で、イヴ役を演じている。彼女のヌードシーンについて、 ザ・ステージ紙のシェリア・トレイシーは、「この表現以外なんて考えられない」と評している。同年上演された "Sugar Mummies" の演技では、ニューヨーク紙で、2007年の「ロンドンで今最もアツい若手舞台俳優」（英: "London's hottest young stage actors"）の1人として紹介されている。
"Sugar Mummies"が成功した結果、彼女はタイム・アウト紙の特集記事中で、他5人の役者と共に『新進気鋭の若手舞台俳優の逸材』（英: "innovative young theatrical talent"）と評された。
2009年には、彼女はBBCのTVシリーズ『ホープ・スプリングス』にジョジー・ポリット役として出演している。また、『ウォータールー・ロード』第5シリーズでは、8話に新米英語教師ヘレン・ホープウェルとして出演した。2009年12月から2010年1月にかけてハムステッド・シアターで上演された "Darker Shores" で、彼女は主演のフローレンスを演じた。デイリー・テレグラフ紙の批評では、この作品自体は2つ星しか付けられなかったものの、チャールズ・スペンサーは、ロビンソンの演技には「温かさと感情的率直さ」（英: "a warmth and emotional openness"）があると述べている。インデペンデント・オン・サンデー紙のケイト・バセットも同様に彼女を賞賛し、ロビンソンが「素晴らしく演じた」と書いた。2010年には、BBCの『SHERLOCK』でサリー・ドノヴァン巡査部長を演じ、2012年1月に放送されたシーズン2、2014年1月に放送されたシーズン3でも、引き続き同役を演じている。

## 出演作品

### 劇場
| 年     | 作品名                               | 役名                                | 監督                                  | 上演記録                                                |
| ------ | ------------------------------------ | ----------------------------------- | ------------------------------------- | ------------------------------------------------------- |
| 2004年 | 尺には尺を Measure for Measure       | ジュリエット                        |                                       | ロイヤル・ナショナル・シアター                          |
| 2005年 | A New Way to Please You              | 従僕                                |                                       | ロイヤル・シェイクスピア・カンパニー                    |
| 2005年 | シジェイナスの失脚 Sejanus: His Fall | 女教皇                              |                                       | ロイヤル・シェイクスピア・カンパニー                    |
| 2005年 | トマス・モア Thomas More             | レディ・ローパー                    |                                       | ロイヤル・シェイクスピア・カンパニー                    |
| 2005年 | Speaking Like Magpies                | メイ                                |                                       | ロイヤル・シェイクスピア・カンパニー                    |
| 2006年 | 失楽園 Paradise Lost                 | イヴ                                |                                       | ヘッドロング (旧オックスフォード・ステージ・カンパニー) |
| 2006年 | Sugar Mummies                        | ナオミ                              |                                       | ロイヤル・コート・シアター                              |
| 2008年 | 戦争と平和 War & Peace               | ヘレネ / マドモワゼル・ブーリエンヌ | ナンシー・メックラー ポリー・ティール | 全国ツアー、2008年2月7日 - 5月11日                      |
| 2009年 | Darker Shores                        | フローレンス・ケネディ              | アンソニー・クラーク                  | ハムステッド・シアター、2009年12月7日 - 2010年1月16日   |
| 2011年 | Tender Napalm (en)                   | 無名女性（主役）                    | デイヴィッド・マーカタリ              | サザーク・プレイハウス                                  |
| 2011年 | ハムレット Hamlet                    | オフィーリア                        | イアン・リックソン                    | ヤング・ヴィク、2011年10月28日 - 2012年1月21日          |

### スクリーン（テレビ・映画）
| 年     | 作品名                                              | 役名                       | 備考                                                                    |
| ------ | --------------------------------------------------- | -------------------------- | ----------------------------------------------------------------------- |
| 1998年 | ザ・コップス The Cops                               | サラ・ミドジェリー         | 1話：シリーズ1・エピソード6、TVデビュー作                               |
| 1999年 | チルドレンズ・ウォード Children's Ward              | ジョイ                     | 1話：シリーズ11・エピソード11                                           |
| 1999年 | コールド・フィート Cold Feet                        | 女性店員                   | 1話：シリーズ2・エピソード2                                             |
| 2000年 | This Is Personal: The Hunt for the Yorkshire Ripper | リタ・リッカ               |                                                                         |
| 2000年 | ファット・フレンズ Fat Friends                      | 若い店員                   | 1話："Face the Fat"                                                     |
| 2000年 | ドクターズ Doctors                                  | キャス・ビカースタッフ     | 2話："In Deep"、"In Too Deep"                                           |
| 2003年 | ビトウィーン・ザ・シーツ Between the Sheets         | トレイシー・エリス         |                                                                         |
| 2004年 | マーフィーズ・ロー Murphy's Law                     | エイミー                   | 1話："Jack's Back"                                                      |
| 2004年 | ブルー・マーダー Blue Murder                        | アンドレア                 | 1話："Hit and Run"                                                      |
| 2004年 | ヴェラ・ドレイク Vera Drake                         | ジャマイカ人少女           | 映画デビュー作                                                          |
| 2004年 | ドクターズ Doctors                                  | メラニー                   | 1話："Daddy's Girl"                                                     |
| 2005年 | カジュアルティー Casualty                           | カースティ・エヴァンズ     | 1話："Truth Will Out"                                                   |
| 2005年 | 四角い恋愛関係 Imagine Me & You                     | ジーナ                     |                                                                         |
| 2007年 | パーティ・アニマルズ Party Animals                  | ケリー                     | 2話：エピソード1、エピソード4                                           |
| 2007年 | 華麗なるペテン師たち Hustle                         | ティナ                     | 1話："A Designer's Paradise"                                            |
| 2007年 | ドクター・フー Doctor Who                           | アビー・ラーナー           | 1話：新シリーズ3エピソード7「タイムリミット42」                         |
| 2007年 | ドクターズ Doctors                                  | ケイティ・ウォーターズ     | 1話："Hero"                                                             |
| 2008年 | ザ・パッション The Passion                          | ミーナ                     |                                                                         |
| 2009年 | ホープ・スプリングス Hope Springs                   | ジョジー・ポリット         |                                                                         |
| 2009年 | ウォータールー・ロード Waterloo Road                | ヘレン・ホープウェル       | 8話：シリーズ5 エピソード1-8                                            |
| 2010年 | Powder                                              | ハンナ                     | 長編映画                                                                |
| 2010年 | SHERLOCK Sherlock                                   | サリー・ドノヴァン巡査部長 | 4話：ピンク色の研究、大いなるゲーム、ライヘンバッハ・ヒーロー、三の兆候 |
| 2012年 | Beginning                                           | クレア                     | 短編映画                                                                |
| 2013年 | Assistance                                          | ジェニー                   |                                                                         |
| 2013年 | ヴェラ〜信念の女警部〜                              | コリーン・フランクス       |                                                                         |
| 2014年 | ミステリー in パラダイス Death In Paradise          | ローレン・キャンペス       | シリーズ3エピソード3："An Artistic Murder"                              |
| 2014年 | ザ・レッド・テント The Red Tent                     | ビルハ                     | 2話                                                                     |
| 2016年 | モーガン プロトタイプL-9 Morgan                     | ブレンダ・フィンチ         | 映画                                                                    |
| 2018年 | ドクター・フー Doctor Who                           | ローザ・パークス           | 1話：新シリーズ11 エピソード3 "Rosa"                                    |
| 2019年 | ポルトガル、夏の終わり Frankie                      | シルヴィア                 | [ 12 ]                                                                  |
| 2020年 | ボイリング・ポイント/沸騰 Boiling Point             | カーリー                   | [ 13 ]                                                                  |
| 2021年 | The Amazing Mr. Blunden                             | Mrs. Allen                 | [ 14 ]                                                                  |